# Леонов, Владимир Григорьевич
Владимир Григорьевич Леонов (1925—1945) — советский гвардии старший сержант, командир отделения взвода пешей разведки 227-го гвардейского стрелкового полка, 79-й гвардейской стрелковой дивизии, 8-й гвардейской армии, 3-го Украинского фронта. Полный кавалер Ордена Славы.

## Биография
Родился в 1925 году в городе Эртиль, Воронежской области в крестьянской семье. После получения неполного среднего образования работал в колхозе.
С 1943 года призван в ряды РККА и  направлен в действующую армию — командир отделения взвода пешей разведки 227-го гвардейского стрелкового полка, 79-й гвардейской стрелковой дивизии, 8-й гвардейской армии, воевал на 3-м Украинском фронте, участвовал во всех наступательных операциях своего полка и дивизии. В боях был трижды ранен.
С 20 по 23 марта 1944 года командир отделения взвода пешей разведки гвардии сержант В. Г. Леонов в бою в районе села Ковалёвка  уничтожил около десяти пехотинцев противника. 22 марта 1944 года В. Г. Леонов проник в тыл противника, где вёл длительное наблюдение за передвижением вражеских сил. Его донесения были использованы в интересах решения боевых задач. За это 5 мая 1944 года Указом Президиума Верховного Совета СССР В. Г. Леонов был награждён  Орденом Славы 3-й степени.
4 июля 1944 года  старший сержант В. Г. Леонов  в боях за город Люблин (Польша) умело командуя отделением, истребил четыре и взял в плен семь гитлеровцев. 3 сентября 1944 года Указом Президиума Верховного Совета СССР В. Г. Леонов  был награждён Орденом Славы 2-й степени.
2 мая 1945 года старший сержант В. Г. Леонов в бою у деревни Лангенфельд  действуя в составе группы разведчиков, сразил огнём из личного оружия свыше десяти солдат и офицеров, сжёг бронетранспортёр, доставил ценные сведения о неприятеле. 31 мая 1945 года Указом Президиума Верховного Совета СССР В. Г. Леонов   был награждён Орденом Славы 1-й степени.
Погиб при выполнении боевого задания 2 марта 1945 года в Райтвайне, Германия.

## Награды
- Орден Славы I степени (1945)
- Орден Славы II степени (1944)
- Орден Славы III степени (1944)
- Медаль «За отвагу» (СССР) (1945)